# Pterogrammoides indica
Pterogrammoides indica är en tvåvingeart som beskrevs av Papp 1989. Pterogrammoides indica ingår i släktet Pterogrammoides och familjen hoppflugor. Inga underarter finns listade i Catalogue of Life.